# Europäische Südsternwarte
Die Europäische Organisation für astronomische Forschung in der südlichen Hemisphäre (englisch European Organisation for Astronomical Research in the Southern Hemisphere) oder in der Kurzform Europäische Südsternwarte (engl. European Southern Observatory, ESO) ist ein europäisches Forschungsinstitut, das Teleskope in Chile betreibt.

## Standorte
In der chilenischen Atacama-Wüste herrschen ausgezeichnete klimatische Bedingungen für astronomische Beobachtungen, im Besonderen eine trockene Atmosphäre und geringe Luftströmungen. Aus diesem Grund wählte die ESO die Standorte ihrer Einrichtungen hier:
- La-Silla-Observatorium auf dem 2400 m hohen Berg La Silla,
- Paranal-Observatorium auf dem 2635 m hohen Cerro Paranal,
- Atacama Pathfinder Experiment (APEX) und das Atacama Large Millimeter Array (ALMA) auf der Hochebene des Llano de Chajnantor (~ 5000 m)
- ELT auf dem 3060 m hohen Cerro Armazones, das sich im Bau befindet und frühestens 2027 das erste Licht sehen wird

Die Zentrale der ESO mit Verwaltung und Entwicklung befindet sich in Garching bei München.

### Installierte Teleskope und Instrumente
Das wohl derzeit bekannteste Teleskop der ESO bildet das Very Large Telescope am Paranal-Observatorium, das aus vier „Unit Telescopes“ mit Hauptspiegeldurchmessern von 8,2 m besteht. Vier weitere Hilfsteleskope mit einem Spiegeldurchmesser von 1,8 m wurden speziell für Interferometrie entwickelt. Sie bilden damit einen wichtigen Bestandteil des VLTI (VLT Interferometer), mit dem sich mehrere Teleskope zusammenschalten lassen, um noch genauere Beobachtungsresultate zu erzielen.
Daneben gibt es am La-Silla-Observatorium noch drei Teleskope mit Hauptspiegeldurchmessern vom 1 m bis 3,6 m. Hier steht zum Beispiel auch das Schweizer 1,2-m-Euler-Teleskop, das meistens zur Suche nach Exoplaneten verwendet wird.
Auf der über 5000 m hohen Ebene des Llano de Chajnantor sind derzeit das Atacama Pathfinder Experiment (APEX) sowie das Atacama Large Millimeter Array (ALMA) installiert.

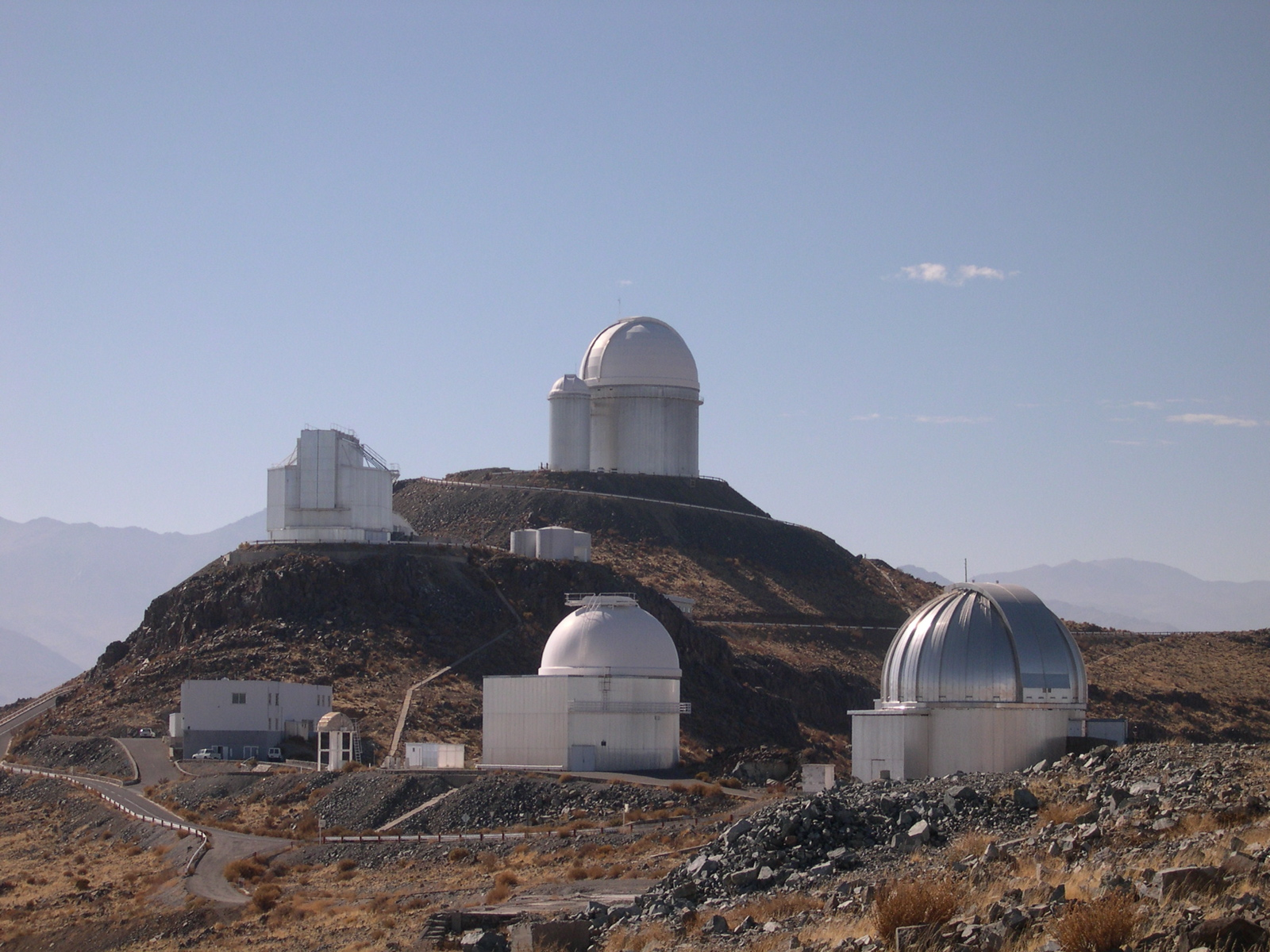
Teleskope auf La Silla
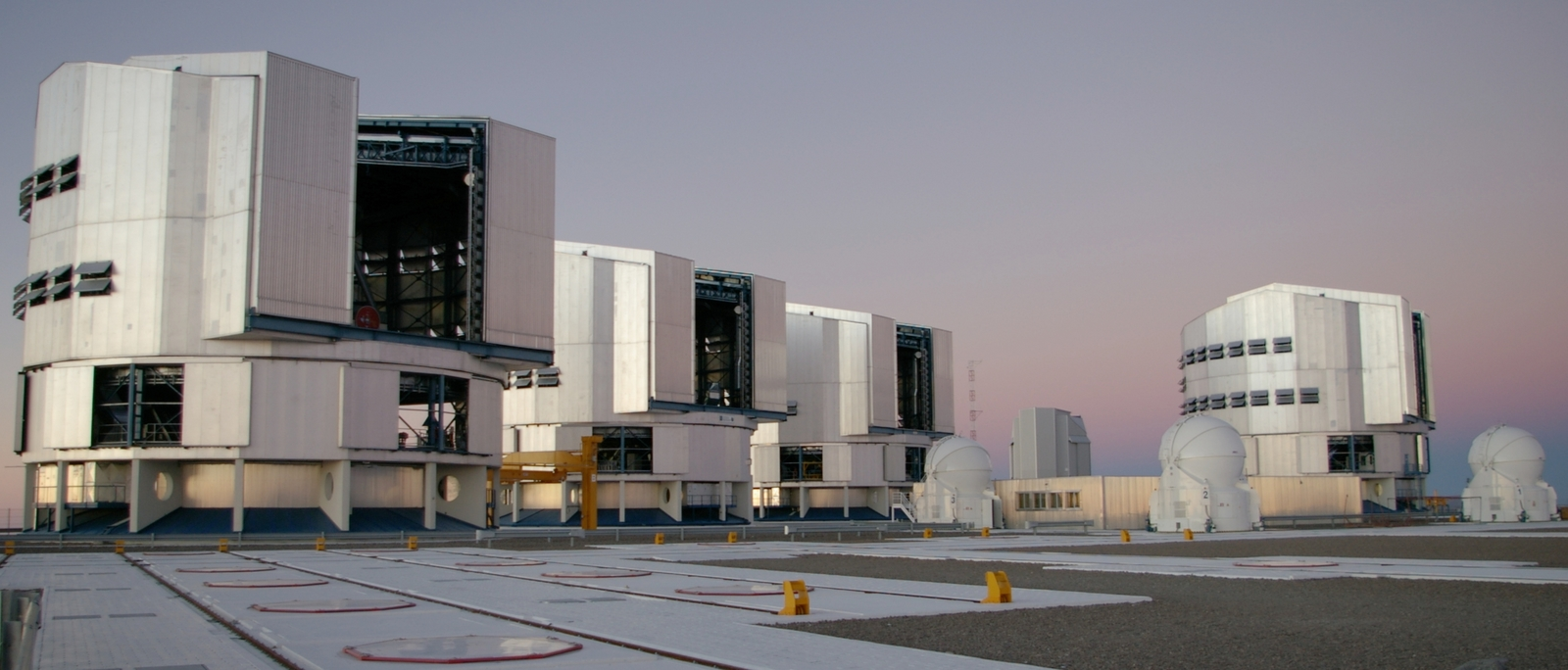
Das Very Large Telescope (VLT) der ESO
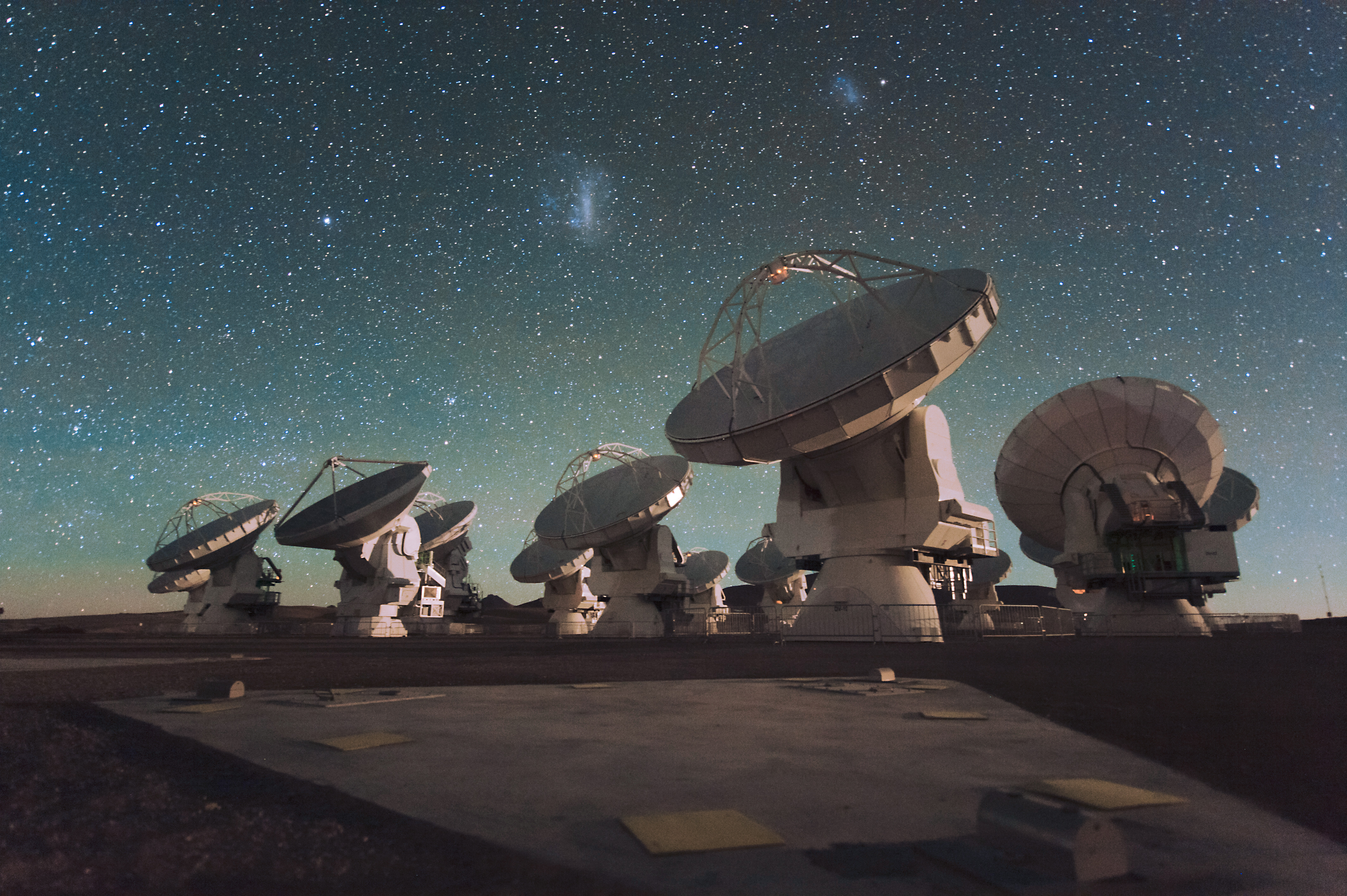
Das ALMA unter den Magellanschen Wolken

| Name                                                        | Größe                                   | Typ                                                                        | Standort   |
| ----------------------------------------------------------- | --------------------------------------- | -------------------------------------------------------------------------- | ---------- |
| Very Large Telescope (VLT)                                  | 4 × 8,2 m + 4 × 1,8 m                   | zusammenschaltbare Optische, Nahinfrarot- und Mittleres Infrarot Teleskope | Paranal    |
| New Technology Telescope (NTT)                              | 3,58 m                                  | optisches und Infrarotteleskop                                             | La Silla   |
| ESO-3,6-m-Teleskop                                          | 3,57 m                                  | optisches und Infrarotteleskop                                             | La Silla   |
| MPG/ESO-2,2-m-Teleskop                                      | 2,20 m                                  | optisches und Infrarotteleskop                                             | La Silla   |
| Atacama Pathfinder Experiment (APEX)                        | 12 m                                    | Millimeter-/Submillimeter-Wellenlängen-Teleskop                            | Chajnantor |
| Atacama Large Millimeter Array (ALMA)                       | 50 × 12 m und 12 × 7 m + 4 × 12 m (ACA) | Zusammenschaltbare Millimeter-/Submillimeter-Wellenlängen-Teleskope        | Chajnantor |
| Visible and Infrared Survey Telescope for Astronomy (VISTA) | 4,1 m                                   | Nahinfrarot-Durchmusterungsteleskop                                        | Paranal    |
| VLT Survey Telescope (VST)                                  | 2,6 m                                   | optisches Durchmusterungsteleskop                                          | Paranal    |
| Extremely Large Telescope (ELT)                             | 39,3 m                                  | optisches, Nah- und Mittel-Infrarotteleskop                                | Armazones  |

### Zukünftige Teleskope und Instrumente

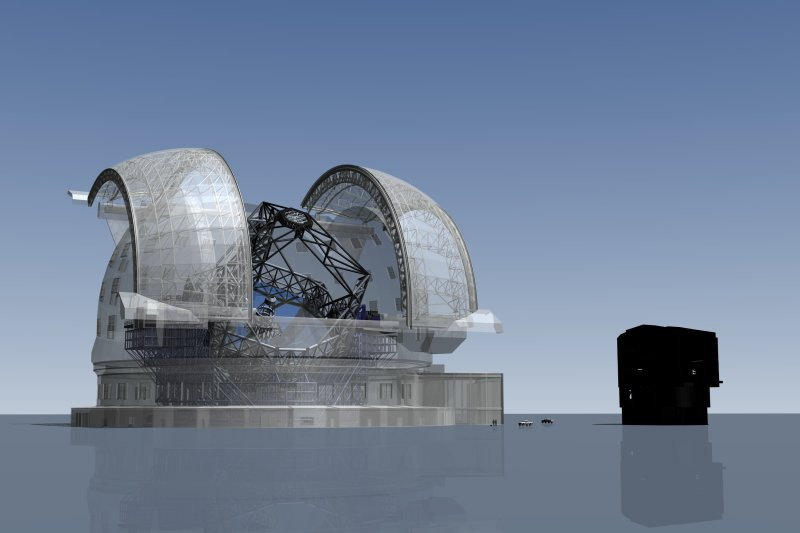
Eine Studie zum 39-m-ELT, rechts zum Größenvergleich die Schutzhülle eines der Teleskope des VLT

Für die Zukunft plant die ESO bereits an einem 30-m- bis 60-m-Spiegelteleskop mit dem Arbeitstitel Extremely Large Telescope (ELT). Die favorisierte Planungsvariante basiert auf einem 39-m-Spiegel mit adaptiver Optik, der gegenüber den Teleskopen des VLT die hundertfache Empfindlichkeit bieten soll. Am 26. April 2010 wurde der Cerro Armazones, ein Berg mit 3060 m Höhe, als Standort für das E-ELT festgelegt. Cerro Armazones liegt in der chilenischen Atacama-Wüste, ca. 130 km südlich der Stadt Antofagasta und nur 20 km entfernt von Cerro Paranal, dem Standort des Very Large Telescope (VLT). Am 9. Dezember 2011 startete der Bau des Teleskopes in der chilenischen Atacamawüste, obwohl nicht alle 15 Mitgliedsstaaten der Europäischen Südsternwarte den zusätzlichen Finanzierungsbedarf des Gerätes sichergestellt hatten. Die Kosten werden Ende 2011 auf 1,1 Milliarden Euro beziffert.
Zuvor war ein noch größeres Teleskopprojekt mit dem Namen Overwhelmingly Large Telescope (OWL) untersucht worden. Die Pläne für das OWL waren jedoch auf Grund der Komplexität und der hohen Kosten zu Gunsten des E-ELT vorläufig zurückgestellt worden.
Am 20. Dezember 2018 gab die ESO bekannt, dass an ihrem Standort Paranal das „Cherenkov Telescope Array South“ gebaut und von der ESO betrieben werden soll. Das Cherenkov Telescope Array (CTA) wird das weltweit größten Gammastrahlenobservatorium mit jeweils einem Standort in der nördlichen und der südlichen Hemisphäre. Das nördliche Array wird auf der Insel La Palma, Spanien, errichtet.

## Geschichte
Die Organisation wurde 1962 gegründet, um europäischen Astronomen Beobachtungsmöglichkeiten am Südsternhimmel zu verschaffen. 1980 zog die ESO von ihrem damaligen Sitz in Genf nach Garching bei München. Das heutige Gebäude ist ein Geschenk der Bundesrepublik Deutschland. Wie etwa das CERN ist die ESO als internationales Institut nicht Subjekt nationaler Rechtsprechung, sondern besitzt einen quasi-diplomatischen Status. Zudem gibt es Stationen in Chile, einen Bürokomplex in Santiago, der in Größe und Aufbau einem astronomischen Institut entspricht, und zwei kleine regionale Büros in Antofagasta und La Serena. Dazu kommen die oben beschriebenen Observatorien. 2010 wurde durch das EVALSO-Projekt die Anbindung über Glasfaserkabel realisiert. Im April 2018 wurde ein Ausstellungszentrum mit Planetarium, das ESO Supernova Planetarium & Besucherzentrum, in einem neuen Gebäude beim Hauptquartier in Garching eröffnet.

## Mitgliedstaaten
| Mitgliedsstaaten          | Mitgliedsstaaten       | Beitritt |
| ------------------------- | ---------------------- | -------- |
| Karte der Mitgliedstaaten | Belgien                | 1962     |
| Karte der Mitgliedstaaten | Deutschland            | 1962     |
| Karte der Mitgliedstaaten | Frankreich             | 1962     |
| Karte der Mitgliedstaaten | Niederlande            | 1962     |
| Karte der Mitgliedstaaten | Schweden               | 1962     |
| Karte der Mitgliedstaaten | Dänemark               | 1967     |
| Karte der Mitgliedstaaten | Italien                | 1982     |
| Karte der Mitgliedstaaten | Schweiz                | 1982     |
| Karte der Mitgliedstaaten | Portugal               | 2001     |
| Karte der Mitgliedstaaten | Vereinigtes Königreich | 2002     |
| Karte der Mitgliedstaaten | Finnland               | 2004     |
| Karte der Mitgliedstaaten | Spanien                | 2006     |
| Karte der Mitgliedstaaten | Tschechien             | 2007     |
| Karte der Mitgliedstaaten | Österreich             | 2008     |
| Karte der Mitgliedstaaten | Polen                  | 2014     |
| Karte der Mitgliedstaaten | Irland                 | 2018     |

Die ESO hat 16 Mitgliedstaaten. Die Gastnation der Observatorien, Chile, ist nicht Mitglied, dortige Astronomen haben aber ebenfalls bevorrechtigten Zugriff auf die Beobachtungszeit. Astronomen anderer Nationen wird Beobachtungszeit nur gewährt, wenn sie nachweisen, über keine andere adäquate Beobachtungsmöglichkeit zu verfügen.
Am 29. Dezember 2010 wurde eine formelle Beitrittserklärung Brasiliens zur ESO unterzeichnet. Brasilien wäre somit 15. und das erste nichteuropäische Mitglied geworden. Die Beitrittserklärung enthielt finanzielle Zusagen über 270 Mio. € für eine Periode von 10 Jahren. Aufgrund von Regierungswechseln in Brasilien und Nichteinhaltung der Zusagen erfolgte keine formelle Ratifizierung bis 2018 und der zwischenzeitliche Zugang zur ESO wurde daraufhin am 12. März 2018 vorläufig suspendiert.
Am 28. Oktober 2014 unterzeichneten Professor Lena Kolarska-Bobińska, polnische Ministerin für Wissenschaft und Hochschulwesen, und Tim de Zeeuw, Generaldirektor der ESO, im Beisein ranghoher Vertreter der ESO und der Republik Polen in Warschau eine Vereinbarung, nach der die Republik Polen der Staatengemeinschaft beizutreten beabsichtigt. Die Ratifizierung erfolgte am 8. Juli 2015, womit Polen zum 15. Mitgliedstaat der ESO wurde.
Am 11. Juli 2017 wurde Australien strategischer Partner mit der Aussicht auf eine Vollmitgliedschaft binnen 10 Jahren. Gegen finanzielle Beteiligung am ESO-Budget erhalten australische Forscher während dieser Frist Zugang zu den ESO-Einrichtungen.
Irland trat als 16. Mitgliedsland am 26. September 2018 bei.

## Technische Organisation
Beobachtungszeit kann zweimal im Jahr für das übernächste Beobachtungssemester beantragt werden. Je nach Teleskop wird zwei- bis fünfmal so viel Zeit beantragt, wie tatsächlich vergeben werden kann. Die Vorschläge werden durch ein beratendes Gremium nach wissenschaftlicher Qualität gewichtet. Die Daten, die für ein bestimmtes Beobachtungsprojekt beobachtet wurden, sind während der ersten zwölf Monate nach dem Beobachtungstermin nur dem Leiter des Projekts zugänglich (proprietary period). Nach dieser Frist sind sämtliche Rohdaten, die mit ESO-Teleskopen gewonnen wurden, über das wissenschaftliche Archiv für jedermann frei zugänglich.
Die internen Mitarbeiter der ESO erhalten ein steuerbefreites Einkommen, das insbesondere qualifiziertem Personal aus den Mitgliedsstaaten eine längerfristige Tätigkeit im Ausland erleichtern soll. Die Mitarbeiter erhalten in der Regel einen auf drei Jahre befristeten Vertrag, der bei entsprechenden Leistungen verlängert werden kann. Über die Umwandlung in einen unbefristeten Vertrag entscheidet das Direktorium. Für Wissenschaftler bietet die ESO spezielle Jahresverträge an, die nur auf eine vorübergehende Mitarbeit ausgelegt sind.
Darüber hinaus beschäftigt die ESO auch externe Mitarbeiter, die der regulären Besteuerung des Gastlandes Deutschland unterliegen.
| Name               | Zeitraum  |
| ------------------ | --------- |
| Otto Heckmann      | 1962–1969 |
| Adriaan Blaauw     | 1970–1974 |
| Lodewijk Woltjer   | 1975–1987 |
| Harry van der Laan | 1988–1992 |
| Riccardo Giacconi  | 1993–1999 |
| Catherine Cesarsky | 1999–2007 |
| Tim de Zeeuw       | 2007–2017 |
| Xavier Barcons     | ab 2017   |

## Entdeckungen
Die vielen Beobachtungseinrichtungen der ESO verhalfen der Astronomie zu zahlreichen Entdeckungen und produzierten einige astronomische Kataloge.
Unter anderen wurden an ESO-Observatorien der bis heute am weitesten entfernte Gammablitz beobachtet sowie Beweise für die Existenz eines Schwarzen Lochs im Zentrum unserer Milchstraße gefunden.
Die Zunahme der Expansionsgeschwindigkeit des Universums konnte basierend auf Beobachtungen weit entfernter Supernovae mit den Teleskopen auf La Silla gezeigt werden.
Das Very Large Telescope (VLT, deutsch sehr großes Teleskop) konnte zum ersten Mal Kohlenmonoxid-Moleküle in einer Galaxie in einer Entfernung von etwa elf Milliarden Lichtjahren analysieren. Dies ermöglichte die Erlangung der präzisesten Messergebnisse der Temperatur für eine derart entfernte Epoche.
Ebenso mit dem VLT konnten Astronomen das größte gemessene Alter eines Sterns in unserer Milchstraße bestimmen. Mit seinen 13,2 Milliarden Jahren wurde der Stern in einer der frühesten Phasen der Sternentstehung im Universum geboren.
2004 konnte mit Hilfe des VLT das erste Bild eines extrasolaren Planeten (2M1207 b) aufgenommen werden. Seither konnten mit dem Spektrografen HARPS viele weitere extrasolare Planeten aufgespürt werden.
Nach in Summe über 1000 Beobachtungsnächten auf La Silla, die sich über 15 Jahre hin erstreckten, konnten die Bewegungsmuster von mehr als 14.000 sonnenähnlichen Sternen in Nachbarschaft der Sonne bestimmt werden. Es konnte somit gezeigt werden, dass die Milchstraße ein turbulenteres und chaotischeres Leben durchmachte als zuvor angenommen wurde.